# Cross Plains (Tennessee)
Cross Plains é uma cidade localizada no estado norte-americano de Tennessee, no Condado de Robertson.

## Demografia
Segundo o censo norte-americano de 2000, a sua população era de 1381 habitantes.
Em 2006, foi estimada uma população de 1573, um aumento de 192 (13.9%).

## Geografia
De acordo com o United States Census Bureau tem uma área de
21,4 km², dos quais 21,4 km² cobertos por terra e 0,0 km² cobertos por água.

## Localidades na vizinhança
O diagrama seguinte representa as localidades num raio de 16 km ao redor de Cross Plains.